# باتسي مينك
باتسي مينك (بالإنجليزية: Patsy Mink) (و. 1927 – 2002 م) هي سياسية، ومحامية من الولايات المتحدة الأمريكية .
وهي عضوة في الحزب الديمقراطي الأمريكي. كانت مينك يابانية أمريكية من الجيل الثالث، وُلدت ونشأت في جزيرة ماوي. تخرجت بتفوق من ثانوية ماوي في عام 1944، ارتادت جامعة هاواي في مانوا لعامين ثم التحقت بعد ذلك بجامعة نبراسكا، حيث تعرضت للعنصرية وعملت على إنهاء سياسات العزل العنصري. بعد أن أجبرها المرض على العودة إلى هاواي لإكمال دراستها هناك، تقدمت إلى 12 كلية طبية لمتابعة تعليمها لكن رفضت كافة الكليات طلبها. عقب اقتراح اقترحه عليها رب عملها، اختارت دراسة القانون وقُبلت في كلية الحقوق بجامعة شيكاغو في عام 1948. تعرفت وقتما كانت في الجامعة على طالب تخرج، هو جون فرانسيس مينك، وتزوجت منه. بعد تخرجهما في عام 1951، عجزت باتسي مينك عن إيجاد عمل كونها امرأة آسيوية ومتزوجة، وانتقل الزوجان إلى هاواي بعد ولادة ابنتهما في عام 1952.
عندما حُرمت من حقها في إجراء امتحان المحاماة، نتيجة خسارتها إقامتها الإقليمية في هاواي عقب الزواج، طعنت مينك في القانون الذي يمارس التمييز على أساس جنسي. رغم أنها فازت بحقها في إجراء الامتحان ونجحت فيه، لكنها لم تتمكن من إيجاد فرصة عمل عامة أو خاصة لأنها كانت متزوجة وأمًا لطفل. ساعدها والدها في افتتاح عملها الخاص في عام 1953 وفي الوقت نفسه تقريبًا صارت عضوًا في الحزب الديمقراطي. آملةً العمل من الناحية التشريعية على تغيير الأعراف التمييزية عبر القانون، اشتغلت محاميةً للهيئة التشريعية الإقليمية في هاواي في عام 1955. في العام اللاحق، ترشحت لمقعد في مجلس نواب هاواي. كسبت الانتخابات وصارت أول امرأة يابانية أمريكية تشغل مقعدًا في مجلس النواب وبعد ذلك بعامين، أول امرأة في مجلس الشيوخ، وقتما نجحت حملة ترشحها للمجلس الأعلى. في عام 1960، جذبت مينك اهتمامًا وطنيًا وقتما تحدثت لصالح حركة الحقوق المدنية في المؤتمر الوطني الديمقراطي في لوس أنجلس.
في عام 1964، ترشحت مينك للمكتب الفيدرالي وفازت بمقعد في مجلس النواب الأمريكي. كانت أول امرأة ملونة وأول امرأة آسيوية أمريكية تُنتخب لعضوية الكونغرس، وأول امرأة تُنتخب لعضوية الكونغرس من ولاية هاواي أيضًا. قضت ما مجموعه اثنتي عشر فترة (24 عامًا)، انقسمت بين تمثيلها دائرة عموم هاواي المؤتمرية بين عامي 1965 و1977 ودائرة هاواي المؤتمرية الثانية بين عامي 1990 و2002. أثناء قيامها بمهامها في الكونغرس في أواخر الستينيات، قدمت المبادرات الشمولية الأولى في ظل مرسوم تعليم الطفولة المبكرة، التي تضمنت أول قانون فدرالي لرعاية الطفل وعملت على مرسوم التعليم الأساسي والثانوي لعام 1965. في عام 1972، شاركت في كتابة تعديل الباب التاسع لقانون التعليم العالي، الذي أعيدت تسميته إلى قانون تكافؤ فرص التعليم خاصة باتسي تي. مينك لعام 2002.
كانت مينك أول امرأة شرق آسيوية أمريكية تسعى للترشح لرئاسة الحزب الديمقراطي. ترشحت في انتخابات عام 1972، ودخلت الانتخابات التمهيدية في ولاية أوريغون بصفة مرشح مناهض للحرب. عُينت في منصب المساعد الفدرالي لوزير الخارجية لشؤون المحيطات والشؤون البيئية والعلمية من عام 1977 إلى 1979. من عام 1980 إلى عام 1982، شغلت منصب رئيس حركة أمريكيون من أجل الديمقراطية ثم عادت إلى هونولولو، حيث انتُخبت لمجلس مدينة هونولولو، الذي ترأسته حتى عام 1985. في عام 1990، انتُخبت مرة أخرى لمجلس النواب الأمريكي، وبقيت في منصبها حتى وفاتها في عام 2002. خلال فتراتها الست الثانية في المنصب، تابعت عملها على التشريعات المهمة للنساء، والأطفال، والمهاجرين، والأقليات.

## خلفيتها العائلية
وُلدت باتسي ماتسو تاكيموتو في السادس من ديسمبر من عام 1927 في مخيم زراعة السكر، هاماكوا بوكو، قرب بايا، على جزيرة ماوي. كانت سينسيه، أو من الجيل الثالث من سلالة المهاجرين اليابانيين. كانت والدتها، ميتاما تاتياما، مدبرة منزل، وابنةً لغوجيرو تاتياما وتسورو واكاشيغي. عاشت عائلتهم، التي تألفت من 11 طفلًا، في كوخ على نهر وايكاموي. رتب ويليام بوغ، رب عمل غوجيرو، تعليم بنات تاتياما في معهد لاهوت ماوناولو، وهو مدرسة داخلية للفتيات المسيحيات يقع في مدينة ماكاواو.
وُلد كلا جدا تاكيموتو لأمها في إمبراطورية اليابان في القرن التاسع عشر. وصل غوجيرو تاتياما إلى إقليم هاواي في أواخر القرن، وحصل على عمل في زراعة قصب السكر. انتقل لاحقًا إلى ماوي، حيث حصل في البداية على عمل في شركة ري شرق ماوي. بعد ذلك، عمل مدير متجر وموظف محطة وقود. قام بإيصال البريد أيضًا عبر مناطق ماوي غير المأهولة.
كان والدها، سوماتسو تاكيموتو، مهندسًا مدنيًا. تخرج من جامعة هاواي في مانوا عام 1922، وكان أول ياباني أمريكي تخرج من جامعة هاواي بشهادة في الهندسة المدنية. لعدة سنوات، كان المهندس المدني الياباني الأمريكي الوحيد الذي يعمل في زراعة قصب السكر في ماوي. جرى تجاوز سوماتسو في الترقية إلى رئيس المهندسين عدة مرات خلال حياته المهنية، ومُنح المنصب عوضًا عن ذلك إلى أمريكيين بيض في الغالب. استقال من منصبه المحلي في عام 1945 في أعقاب الحرب العالمية الثانية، وانتقل إلى هونولولو مع عائلته، حيث أنشأ شركته الخاصة لمسح الأراضي.

## نشأتها وتعليمها
بدأت تاكيموتو تعليمها في مدرسة قواعد هاماكوا بوكو في سن الرابعة ثم نُقلت في الصف الرابع إلى مدرسة كاونوا الإنجليزية النموذجية، وهي مدرسة معظم طلابها من البيض الناطقين بالإنجليزية والقادرون على النجاح في فحص القبول. شعرت بالعُزلة ووجدت الجو غير ودي. دخلت مدرسة ماوي الثانوية قبل هجوم اليابان على هونولولو بعام واحد. رغم معاملة اليابانيين المحليين كما لو كانوا أعداءً، ترشحت تاكيموتو وكسبت في انتخاباتها الأولى، وأصبحت رئيسة هيئة الطلاب في عامها الدراسي الأول. كانت أول فتاة ترأس هيئة الطلاب وتخرجت بتفوق في عام 1944.
انتقلت تاكيموتو إلى هونولولو حيث ارتادت جامعة هاواي في مانوا وكان هدفها النهائي دخول كلية الطب وممارسته. خلال عامها الثاني، انتُخبت رئيسة نادي الطلاب المتجهزين لكلية الطب واختيرت عضوًا في فريق المناقشات الجامعي. في عام 1946، قررت الانتقال إلى البر الرئيسي وقضت فصلًا في كلية ويلسون، وهي كلية نسائية صغيرة في تشامبرسبرغ، بنسلفانيا. لعدم رضاها عن المدرسة، انتقلت تاكيموتو إلى جامعة نبراسكا. كان للجامعة سياسة عزل عنصري قديمة عاش طبقها الطلاب الملونون في مهاجع مختلفة عن خاصة الطلاب البيض. أغضب الأمر تاكيموتو، وقامت بإنشاء وتنظيم اتحاد من الطلبة، وأولياء الأمور، والمدراء، والموظفين، والخريجين، والشركات والمؤسسات الراعية. اختيرت رئيسة للطلاب غير المنتسبين الذين مُنعوا من الانضمام إلى الأخويات، والنوادي، والمهاجع العادية. نجحت تاكيموتو واتحادها في الضغط على الجامعة لإنهاء سياسات العزل العنصري في العام نفسه.

## جوائز
حصلت على جوائز منها قاعة الشهرة الوطنية للمرأة.

## روابط خارجية
- باتسي مينك على موقع IMDb (الإنجليزية)
- باتسي مينك على موقع الموسوعة البريطانية (الإنجليزية)
- باتسي مينك على موقع إن إن دي بي (الإنجليزية)
- باتسي مينك على موقع قاعدة بيانات الفيلم (الإنجليزية)